# Podpłomyk

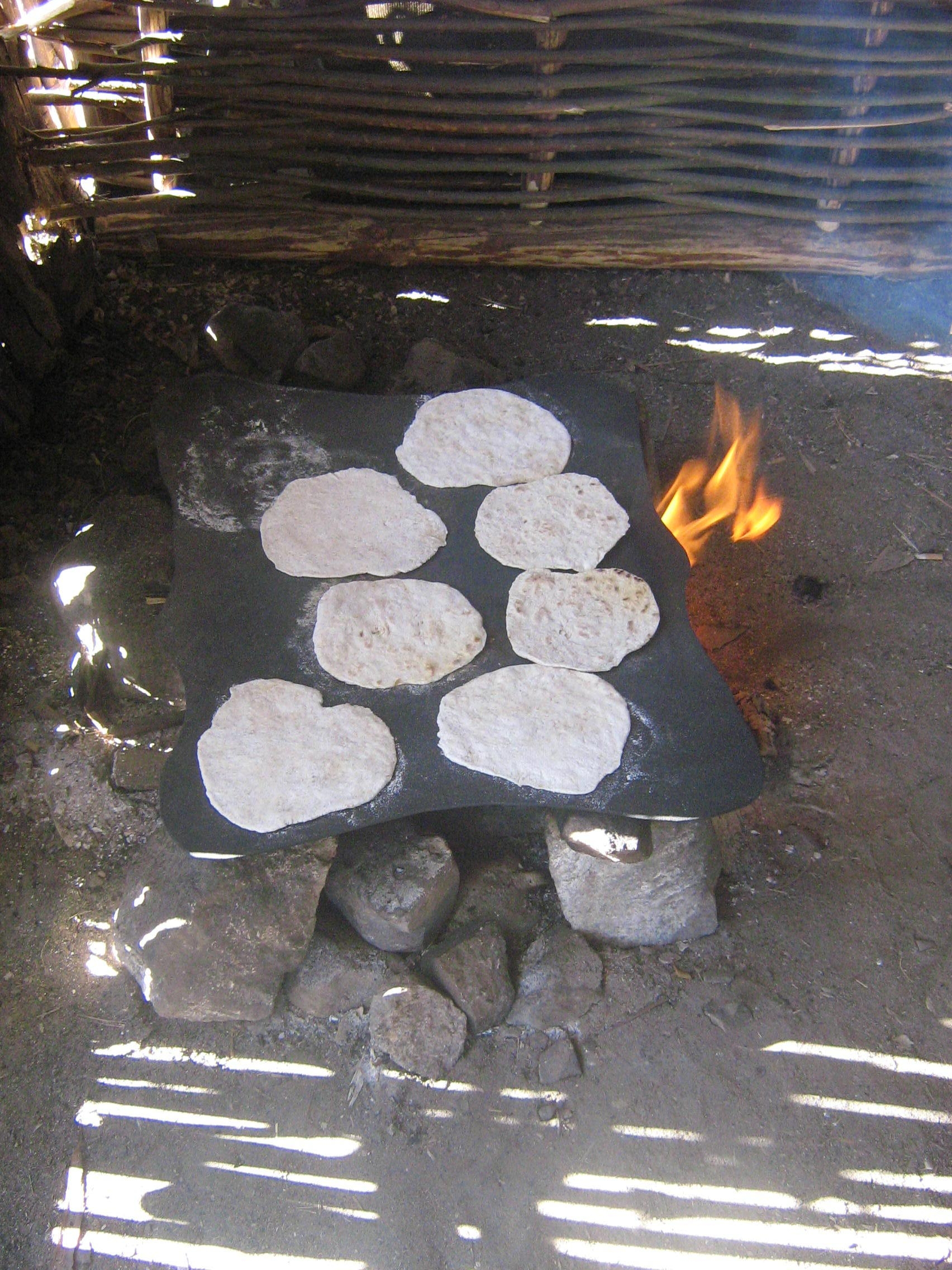
Podpłomyki, wie sie bereits vor Hunderten von Jahren gebacken wurden.

Der Podpłomyk (Plural: Podpłomyki) ist ein einfaches dünnes Fladengebäck der polnischen Küche. Traditionell wird er auf heißem Stein oder heißem Blech mit oder ohne Belag gebacken.
Die ursprüngliche altslawische Grundrezeptur für den Teig umfasste nur Mehl, Salz und Wasser, aber auch Hefe sowie Öl oder Sauermilch werden beim Backen verwendet. Hefe wird im Allgemeinen hinzugegeben. Der Yufka-Teig der türkischen Küche und anderer Mittelmeerküchen ist mit dem Teig für Podpłomyki nahezu identisch. Zu den Verwandten des Podpłomyk zählen ferner das schwedische Knäckebrot, die griechische Pita und die jüdische Matze.
Podpłomyki gibt es entweder ohne Belag als Begleiter zu Hauptgerichten oder Suppen, oder mit aufgebackenem Belag als eigenständiges Gericht.
Wird der Podpłomyk ohne Belag gebacken, so ähnelt er der Pita und dient als Fladenbrot. Erhält er einen pikanten Belag, so ähnelt er insbesondere dem elsässischen Flammkuchen und der Karelischen Pirogge. Mit dem Flammkuchen verbindet den Podpłomyk auch sein Name („unter der Flamme“) und seine traditionelle Nebenfunktion als Temperaturanzeiger in Bäckeröfen vor dem Brotbacken. Mit der Karelischen Pirogge verbindet ihn in der pikanten Variante unter anderem, dass seine Ränder gerne etwas eingeschlagen werden. Für den Belag können Pilze, Gemüse, Fleisch, Speck oder Fisch verwendet werden, als Grundierung dient meist Schmand (śmietana) oder Weißkäse (biały ser).